# Fear Factory
I Fear Factory sono un gruppo musicale industrial metal statunitense, formatosi a Los Angeles nel 1989.
Generalmente vengono etichettati come band industrial metal, data la presenza di suoni elettronici e campionati nella loro musica, essa presenta un'originalità stilistica che consiste nel miscelare l'industrial con il thrash, groove e il death metal.
Peculiarità della loro musica sono i riff di chitarra violenti e l'assenza di assoli, giri di basso semplici e distorti, voce growl alternata ad un cantato melodico e batteria caratterizzata da intricate parti di doppia cassa, il tutto condito da suoni campionati e sintetizzatori. Questo stile musicale adottato dalla band ha influenzato notevolmente il sound di molti gruppi più moderni e in particolare quello di buona parte dei gruppi nu metal.
I testi delle loro canzoni trattano principalmente la tecnologia (in particolare il rapporto tra l'uomo e la macchina), l'astio verso la religione e i problemi della società odierna.

## Storia
I Fear Factory si formarono con il nome di "Ulceration" nel 1989 a Los Angeles, California, grazie al chitarrista Dino Cazares ed al batterista Raymond Herrera. Il nome Ulceration fu abbandonato senza una ragione reale, se non quella che il cantante Burton C. Bell e gli altri membri della band volevano un nome migliore per il gruppo. Nel 1990 venne adottato il nome Fear Factory.
Il sound della band fu un'idea molto originale per quegli anni. Unirono i suoni elettronici dell'industrial metal con il sound seminale del thrash metal e del death metal, dando così vita al loro debutto discografico con Soul of a New Machine (1992).
L'album non ebbe però un buon successo. Tale risultato, comunque, non scoraggiò il gruppo: i Fear Factory si buttarono a capofitto in due tour, uno in giro per gli Stati Uniti con Biohazard e Sick of It All ed uno attraverso l'Europa con i Brutal Truth. È importante far notare come solamente Soul of a New Machine proponesse stilemi propri del death metal perché, dalle produzioni successive, il gruppo fece una radicale e generale diversificazione del suo sound.
L'anno successivo ingaggiarono Rhys Fulber per remixare i brani, dando vita a Fear Is the Mindkiller (1993). Nel 1994 il bassista Andrew Shives fu costretto ad abbandonare il gruppo e, nello stesso anno, il belga Christian Olde Wolbers, anche lui bassista, incontrò la band durante un viaggio a Los Angeles; Wolbers accettò di aiutare i Fear Factory nella realizzazione del loro successivo lavoro Demanufacture (1995), destinato a diventare il loro maggior successo, considerato uno dei dischi più innovativi e caratteristici della storia dell'heavy metal.
I Fear Factory passarono gli anni successivi in tour con band come Black Sabbath, Megadeth, Iron Maiden e parteciparono alle edizioni '96 e '97 dell'Ozzfest. Sempre nel 1997 realizzarono un nuovo lavoro discografico, dal titolo Remanufacture - Cloning Technology, che raccolse i remix, fatti da DJ come DJ Dano o Junkie XL, dei brani del precedente lavoro, Demanufacture, dimostrando il loro interesse per altri generi lontani dal metal, come techno hardcore, synth pop e drum and bass.
L'anno successivo i Fear Factory sfornarono un nuovo album, composto, questa volta, da soli pezzi inediti; il disco fu intitolato Obsolete e presentò una maggiore sperimentazione con diversi generi musicali. Al nuovo lavoro seguì un nuovo tour, effettuato con Slayer e Rammstein, più una nuova partecipazione all'Ozzfest '99, dove rimpiazzarono, all'ultimo minuto, l'assenza dei Judas Priest. Con il concept album Obsolete i Fear Factory continuano ad esplorare l'idea "dell'uomo contro la macchina", e proprio su questa falsariga, il leader e cantante del gruppo Burton C. Bell, ha spiegato:
Il gruppo cominciò a collezionare successi nelle classifiche internazionali. Mentre Soul of a New Machine non riscosse grande successo, Demanufacture entrò nella top ten della "Billboard Heatseekers charts" e Remanufacture entrò nell classifica dei 200 album più venduti. Obsolete riuscì ad entrare nella charts dei 100 album più venduti e, nel 2001, il successivo album Digimortal entrò addirittura nella top 40 statunitense, nella top 20 canadese e nella top 50 australiana.
In seguito a problemi personali con altri componenti della band, nel marzo 2002 Bell annunciò la sua uscita, causando il successivo scioglimento del gruppo.
Nel corso dello stesso anno, Bell ed Herrera riformarono i Fear Factory senza il chitarrista e cofondatore Dino Cazares e Christian Olde Wolbers (in passato bassista della band) prese il suo posto; Byron Stroud (membro di Strapping Young Lad e Zimmer's Hole) fu scelto come nuovo bassista.
La nuova formazione realizzò Archetype nel 2004 per la Liquid 8 Records del Minnesota e, nel 2005, Transgression.
Il 7 aprile 2009, Bell e Cazares annunciarono la loro ritrovata amicizia e diedero vita ad un nuovo progetto in cui sarebbero stati coinvolti anche il bassista Byron Stroud (Strapping Young Lad e Zimmers Hole) ed il batterista Gene Hoglan (Dark Angel, Death e Strapping Young Lad). Il 28 dello stesso mese venne rivelato che il progetto era una nuova incarnazione dei Fear Factory con l'esclusione dei membri storici Herrera e Olde Wolbers. Pare comunque che Herrera abbia avviato una causa legale per l'utilizzo del nome "Fear Factory", cosa che avrebbe costretto i "nuovi" FF ad annullare molte date in giro per l'Europa e l'Oceania nell'estate 2009. Il gruppo ha comunque detto che le date sono state cancellate per finire di scrivere e registrare il nuovo album.
Viene così annunciato il nuovo album Mechanize, uscito il 5 febbraio 2010 in Europa per AFM Records; il 9 novembre 2009 viene trasmesso in streaming il primo singolo Powershifter.
Il 17 dicembre la band annuncia di aver affidato ai registi Ian McFarland e Mike Pecci, coadiuvati dal produttore Ryan Kohler, la realizzazione del nuovo videoclip "Fear Campaign", dal nuovo album "Mechanize".
Nel 2012 il gruppo subisce un doppio cambio di formazione con la partenza di Byron Stroud, ora impegnato con i 3 Inches of Blood, e di Gene Hoglan a causa dei numerosi impegni con altri progetti. I due sono stati sostituiti rispettivamente dal bassista Matt DeVries (ex Chimaira e Six Feet Under) e dal batterista Mike Heller (Malignancy e System Divide).
Il 5 giugno 2012 la band pubblica il suo nuovo album The Industrialist, attraverso la AFM Records per l'Europa e la Candlelight Records per gli Stati Uniti.
Il 1º maggio 2015 è stato reso noto che il bassista Tony Campos (appena uscito dai Soulfly) sarebbe entrato nella band, prendendo il posto di Matt DeVries. Quello stesso mese la band annuncia il nuovo album, Genexus, la cui uscita avviene il 7 agosto 2015. Dopo un esteso tour in promozione del nuovo album, il gruppo entra in un periodo di pausa a causa di controversie legali tra i vari componenti della band. In seguito a questo contenzioso il cantante Burron C. Bell dichiara di lasciare la band alla fine del 2020, qualche mese prima dell'uscita dell'album Aggression Continuum, a cui comunque lo stesso Bell ha contribuito in quanto registrato nel 2017. Nel febbraio 2023 viene annunciato che il nuovo cantante della band è l'italiano Milo Silvestro.

## Stile musicale
Il primo demo presentato dal gruppo riportava alla mente le sonorità di alcuni importanti gruppi death metal e grindcore della scena britannica, come Napalm Death e Godflesh, che influenzarono anche la successiva evoluzione musicale della band.
Ironicamente la voce di Justin Broadrick è simile a quella di Burton C. Bell, nonostante il cantante dei Fear Factory non sviluppi la propria vocalità solo con il growl ma sappia sapientemente alternare vocalizzi melodici e sonorità ruvide. Proprio questa particolare metodologia di canto verrà adoperata da altri artisti della scena metal, come Robb Flynn dei Machine Head, Peter Tägtgren degli Hypocrisy, Anders Fridén degli In Flames, Jonathan Davis dei Korn e Corey Taylor degli Slipknot.
Oltre al tradizionale death metal, la struttura e la sonorità dei brani si spostò verso tendenze groove metal, non così lontane dallo stile dei Sepultura del 1996 (anno di realizzazione di Roots, il loro maggiore successo commerciale). Questa nuova tendenza fece prendere al gruppo una nuova direzione che, per lo più, puntava verso le sonorità groove metal; sonorità che sono state abbandonate negli ultimi lavori. Archetype mostra evidenti influssi alternative metal mentre Transgression ripropone gran parte del vecchio sound.

## Formazione

### Formazione attuale
- Milo Silvestro – voce (2023-presente)
- Dino Cazares – chitarra, cori (1989-2002, 2009-presente)
- Tony Campos – basso, cori (2015-presente)
- Pete Webber – batteria (2023-presente)

### Ex componenti
- Burton C. Bell – voce (1989-2002, 2003-2006, 2009-2020)
- Raymond Herrera – batteria (1989-2002, 2003-2006)
- Dave Gibney – basso, cori (1989-1991)
- Andrew Shives – basso, cori (1991-1993)
- Christian Olde Wolbers – basso (1993-2002), chitarra (2003-2006)
- Byron Stroud – basso (2003-2006, 2009-2012)
- Gene Hoglan – batteria (2009-2012)
- Matt DeVries – basso (2012-2015)
- Mike Heller – batteria (2012-2023)

Turnisti
- Rhys Fulber – tastiera, campionatore (1993-2002, 2003-2004, 2009-presente)
- John Bechdel – tastiera, sintetizzatore, campionatore (1998-2002, 2002-2004)
- Reynor Diego – tastiera, campionatore (1991-1995)
- Steve Tushar – tastiera, sintetizzatore, campionatore (1995-1997, 2003-2005)
- John Morgan – tastiera, campionatore (1997)

## Discografia

### Album in studio
- 1992 - Soul of a New Machine
- 1995 - Demanufacture
- 1998 - Obsolete
- 2001 - Digimortal
- 2004 - Archetype
- 2005 - Transgression
- 2010 - Mechanize
- 2012 - The Industrialist
- 2015 - Genexus
- 2021 - Aggression Continuum

### Album di remix
- 1997 - Remanufacture - Cloning Technology
- 2023 - Re-Industrialized

### Raccolte
- 1999 - Messiah
- 2003 - Hatefiles

### Demo
- 2002 - Concrete